# The Mix Tape Before 9/11
Albums de Mobb Deep
Amerikaz Nightmare
(2004) Blood Money
(2006)
The Mix Tape Before 9/11 est une mixtape officielle de Mobb Deep, sortie le 5 octobre 2004.

## Liste des titres
| No  | Titre                                             | Durée |
| --- | ------------------------------------------------- | ----- |
| 1.  | Shed So Many Tears                                | 3:45  |
| 2.  | Where Stars R Born (featuring Illagee et Littles) | 3:29  |
| 3.  | Know How to Get It (featuring 40 Glocc)           | 5:15  |
| 4.  | Back Down                                         | 2:37  |
| 5.  | Back That (Instrumental)                          | 3:12  |
| 6.  | Hold Me Down                                      | 4:00  |
| 7.  | When You Hear That                                | 2:53  |
| 8.  | They Don't Want It                                | 3:20  |
| 9.  | Want It (Instrumental)                            | 3:14  |
| 10. | See the Same Hoes (featuring Nate Dogg)           | 2:31  |
| 11. | The Hood Love It                                  | 2:59  |
| 12. | Playing Games (featuring Prodigy)                 | 3:38  |
| 13. | Play That (Instrumental)                          | 3:11  |
| 14. | La La La (featuring Illagee)                      | 3:56  |
| 15. | Let Them Hoes Know                                | 2:16  |
| 16. | Dub That Hoe                                      | 3:09  |